# Suiza en la Copa Mundial de Fútbol de 1994
La selección de Suiza es uno de los 24 países participantes de la Copa Mundial de Fútbol de 1994, realizada en los Estados Unidos.
Suiza clasificó al Mundial luego de 28 años sin participar en este torneo. El combinado helvético integró el Grupo A compuesto también por el anfitrión Estados Unidos, Colombia y Rumania.
En el primer partido, Suiza empató con Estados Unidos 1:1. En la segunda salida, goleó a Rumania 4:1. En el último juego del grupo, cayeron 0:2 ante Colombia. Suiza clasificó a la siguiente fase con cuatro puntos, en el segundo lugar del grupo.
En los octavos de final, Suiza enfrentó a España en Washington D. C. el resultado fue una goleada en contra 0:3 que los dejó eliminados del torneo.

## Clasificación

### Grupo 1
| Pos. | Equipo   | Pts. | PJ | G | E | P | GF | GC | Dif. | Clasificación                     |     | ITA | SUI | POR | SCO | MLT | EST |
| ---- | -------- | ---- | -- | - | - | - | -- | -- | ---- | --------------------------------- | --- | --- | --- | --- | --- | --- | --- |
| 1    | Italia   | 23   | 10 | 7 | 2 | 1 | 22 | 7  | +15  | Clasificado a Estados Unidos 1994 |     | —   | 2–2 | 1–0 | 3–1 | 6–1 | 2–0 |
| 2    | Suiza    | 21   | 10 | 6 | 3 | 1 | 23 | 6  | +17  | Clasificado a Estados Unidos 1994 |     | 1–0 | —   | 1–1 | 3–1 | 3–0 | 4–0 |
| 3    | Portugal | 20   | 10 | 6 | 2 | 2 | 18 | 5  | +13  |                                   |     | 1–3 | 1–0 | —   | 5–0 | 4–0 | 3–0 |
| 4    | Escocia  | 15   | 10 | 4 | 3 | 3 | 14 | 13 | +1   |                                   | 0–0 | 1–1 | 0–0 | —   | 3–0 | 3–1 |     |
| 5    | Malta    | 4    | 10 | 1 | 1 | 8 | 3  | 23 | −20  |                                   | 1–2 | 0–2 | 0–1 | 0–2 | —   | 0–0 |     |
| 6    | Estonia  | 1    | 10 | 0 | 1 | 9 | 1  | 27 | −26  |                                   | 0–3 | 0–6 | 0–2 | 0–3 | 0–1 | —   |     |

 Fuente: 

## Jugadores
Datos corresponden a situación previo al inicio del torneo
| #  | Nombre             | Posición      | Edad | PJ Sel | Club                 |
| -- | ------------------ | ------------- | ---- | ------ | -------------------- |
| 1  | Marco Pascolo      | Portero       | 28   | -      | Servette FC          |
| 2  | Marc Hottiger      | Defensa       | 26   | -      | FC Sion              |
| 3  | Yvan Quentin       | Defensa       | 24   | -      | FC Sion              |
| 4  | Dominique Herr     | Defensa       | 28   | -      | FC Sion              |
| 5  | Alain Geiger       | Defensa       | 33   | -      | FC Sion              |
| 6  | Georges Bregy      | Mediocampista | 36   | -      | BSC Young Boys       |
| 7  | Alain Sutter       | Mediocampista | 26   | -      | 1. FC Nürnberg       |
| 8  | Christophe Ohrel   | Mediocampista | 26   | -      | Servette FC          |
| 9  | Adrian Knup        | Delantero     | 25   | -      | VfB Stuttgart        |
| 10 | Ciriaco Sforza     | Mediocampista | 24   | -      | 1. FC Kaiserslautern |
| 11 | Stéphane Chapuisat | Delantero     | 25   | -      | Borussia Dortmund    |
| 12 | Stephan Lehmann    | Portero       | 30   | -      | FC Sion              |
| 13 | André Egli         | Defensa       | 36   | -      | Servette FC          |
| 14 | Nestor Subiat      | Delantero     | 28   | -      | AC Lugano            |
| 15 | Marco Grassi       | Delantero     | 25   | -      | Servette FC          |
| 16 | Thomas Bickel      | Mediocampista | 30   | -      | Grasshoppers         |
| 17 | Sébastien Fournier | Mediocampista | 23   | -      | FC Sion              |
| 18 | Martin Rueda       | Defensa       | 31   | -      | FC Lucerne           |
| 19 | Jürg Studer        | Defensa       | 27   | -      | FC Zürich            |
| 20 | Patrick Sylvestre  | Mediocampista | 25   | -      | Laussane Sports      |
| 21 | Thomas Wyss        | Mediocampista | 27   | -      | FC Aarau             |
| 22 | Martin Brunner     | Portero       | 31   | -      | Grasshoppers         |
| DT | Roy Hodgson        |               |      |        |                      |

## Participación

### Primera fase
- Grupo A

| Equipo         | Pts | PJ | PG | PE | PP | GF | GC |
| -------------- | --- | -- | -- | -- | -- | -- | -- |
| Rumania        | 6   | 3  | 2  | 0  | 1  | 5  | 5  |
| Suiza          | 4   | 3  | 1  | 1  | 1  | 5  | 4  |
| Estados Unidos | 4   | 3  | 1  | 1  | 1  | 3  | 3  |
| Colombia       | 3   | 3  | 1  | 0  | 2  | 4  | 5  |

| 18 de junio de 1994 | Estados Unidos | 1:1 (1:1) | Suiza     | Pontiac Silverdome, Detroit                                                |                                                                            |
|                     | Wynalda 44'    | Reporte   | Brégy 39' | Asistencia: 73.425 espectadores Árbitro(s): Francisco Lamolina (Argentina) | Asistencia: 73.425 espectadores Árbitro(s): Francisco Lamolina (Argentina) |

| 22 de junio de 1994 | Suiza                                      | 4:1 (1:1) | Rumania  | Pontiac Silverdome, Detroit                                     |                                                                 |
|                     | Sutter 16' · Chapuisat 52' · Knup 65', 72' | Reporte   | Hagi 35' | Asistencia: 61.428 espectadores Árbitro(s): Nadj Jouini (Túnez) | Asistencia: 61.428 espectadores Árbitro(s): Nadj Jouini (Túnez) |

| 26 de junio de 1994 | Colombia                 | 2:0 (1:0) | Suiza | Stanford Stadium, San Francisco                                         |                                                                         |
|                     | Gaviria 44' · Lozano 90' | Reporte   |       | Asistencia: 83.401 espectadores Árbitro(s): Peter Mikkelsen (Dinamarca) | Asistencia: 83.401 espectadores Árbitro(s): Peter Mikkelsen (Dinamarca) |

### Octavos de final
| 2 de julio de 1994 | Suiza | 0:3 (0:1) | España                                                 | RFK Memorial Stadium, Washington D. C.                                        |                                                                               |
|                    |       | Reporte   | Hierro 15' · Luis Enrique 74' · Begiristain 86' (pen.) | Asistencia: 53.121 espectadores Árbitro(s): Mario van der Ende (Países Bajos) | Asistencia: 53.121 espectadores Árbitro(s): Mario van der Ende (Países Bajos) |